# Alessandro Sforza
Alessandro Sforza (Cotignola, 21 ottobre 1409 – Ferrara, 3 aprile 1473) è stato un condottiero italiano, signore di Castelnuovo, Gradara e Pesaro e gran connestabile del Regno di Napoli.

## Biografia
Alessandro Sforza era figlio illegittimo di Muzio Attendolo Sforza e di Lucia Terzani da Torgiano. Fu sempre al fianco ed agli ordini del fratello Francesco Sforza per la conquista di nuove signorie, da Milano a Venezia, da Alessandria a Pesaro. Venne eletto da Francesco governatore della Marca di Ancona.
Nel 1442 ad Assisi fu al comando degli assediati dalle truppe di Papa Eugenio IV comandate dal perugino Niccolò Piccinino, uno dei più grandi capitani di ventura del tempo, e dal cardinale Cusano. Alessandro Sforza fu costretto a ritirarsi nella Rocca Maggiore, lasciando la città ai saccheggiatori, che non risparmiarono nemmeno la Basilica di San Francesco e quella di Santa Chiara.
Nel 1445 gli fu consegnata la signoria di Pesaro da Galeazzo Malatesta. Alessandro Sforza per primo (signore dal 1445 al 1473) ampliò la dimora del signore per adeguarla alle esigenze di una moderna corte rinascimentale. Gli impegni militari lo chiamarono nella guerra di Lombardia a sostenere il fratello Francesco; nel 1448 prese parte alla battaglia di Caravaggio. Presidiò Parma e nel febbraio dell'anno successivo si proclamò padrone della città. Combatté con il fratello nella conquista del Ducato di Milano, possesso poi riconosciutogli con la pace di Lodi del 1454.
Nel 1462 era nelle file degli Aragonesi a Canosa, Troia ed Accadia contro la fazione degli Angioini guidata da Giovanni d'Angiò-Valois e dal principe di Taranto Giovanni Antonio Orsini del Balzo.
Nel 1464 Papa Pio II gli cedette la signoria di Gradara, nonostante i numerosi tentativi dei Malatesta, rimasti signori di Rimini, di impadronirsi nuovamente del castello.
Morì nel 1473 per una crisi respiratoria a Torre della Fossa, a pochi chilometri da Ferrara. Gli succedette il figlio Costanzo ed a lui la moglie Camilla Marzano d'Aragona con il figlio Giovanni, che sposò nel 1493 Lucrezia Borgia.

## Ascendenza
|                        |   |                  | Genitori |  |  | Nonni              |  |  | Bisnonni        |  |
|                        |   |                  |          |  |  | Giovanni Attendolo |  |  | Muzio Attendolo |  |
|                        |   |                  |          |  |  | Giovanni Attendolo |  |  | Muzio Attendolo |  |
|                        |   | …                |          |  |  | Giovanni Attendolo |  |  |                 |  |
| Muzio Attendolo Sforza |   |                  |          |  |  | Giovanni Attendolo |  |  |                 |  |
|                        |   | Elisa Petraccini | …        |  |  |                    |  |  |                 |  |
|                        |   | Elisa Petraccini | …        |  |  |                    |  |  |                 |  |
|                        |   | Elisa Petraccini | …        |  |  |                    |  |  |                 |  |
| Alessandro Sforza      |   | Elisa Petraccini |          |  |  |                    |  |  |                 |  |
|                        | … | …                |          |  |  |                    |  |  |                 |  |
|                        | … | …                |          |  |  |                    |  |  |                 |  |
|                        | … | …                |          |  |  |                    |  |  |                 |  |
| Lucia Terzani          | … |                  |          |  |  |                    |  |  |                 |  |
|                        |   | …                | …        |  |  |                    |  |  |                 |  |
|                        |   | …                | …        |  |  |                    |  |  |                 |  |
|                        |   | …                | …        |  |  |                    |  |  |                 |  |
|                        |   | …                |          |  |  |                    |  |  |                 |  |

## Discendenza
L'8 dicembre 1444 sposò Costanza da Varano (1428-1447), figlia di Piergentile da Varano. Da Costanza ebbe:
- Battista (1446-1472), andata in sposa a Federico da Montefeltro, duca di Urbino;[2]
- Costanzo I (1447-1483), che sposò Camilla Marzano d'Aragona.[2]

Il 9 gennaio 1448 si sposò per procura con la contessa Sveva da Montefeltro (1434-1478): si incontrarono solo il 1º settembre successivo. Da Sveva non ebbe figli. Data l'assenza prolungata per le guerre, Sveva dovette occuparsi dello Stato a Pesaro ed all'educazione dei figliastri Battista e Costanzo, figli della prima unione. Alessandro Sforza, lontano da casa per lungo tempo, credette alle voci di una possibile congiura da parte della moglie per affidare di nuovo la signoria di Pesaro ai Malatesta. Costrinse quindi Sveva ad entrare fra le Clarisse del monastero Corpus Christi di Pesaro, dove dopo aver ottenuta la necessaria dispensa da Papa Callisto III, fece la sua professione religiosa alla fine di agosto del 1457, prendendo il nome di Suor Serafina (venne santificata da Papa Benedetto XIV il 17 luglio 1754).
Alessandro ebbe inoltre quattro figli naturali:
- Ginevra (1440-1507),[2] sposò in prime nozze (1454) Sante Bentivoglio ed alla sua morte, 3 anni dopo, il cugino Giovanni II Bentivoglio, signore di Bologna
- Antonia (1445-1500),[2] sposò (1468/1469) Ottavio Martinengo delle Palle, nobile bresciano
- Ercole[2]
- Carlo,[2] che tentò di impadronirsi della signoria alla morte del fratellastro Costanzo (1483).